# Asseln (Dortmund)
Asseln, Dortmund-Asseln – dzielnica miasta Dortmund w Niemczech, w kraju związkowym Nadrenia Północna-Westfalia, w okręgu administracyjnym Brackel.